# 38e Match des étoiles de la Ligue nationale de hockey
Match précédent Match suivant
Le 38e Match des étoiles de la Ligue nationale de hockey fut tenu le 4 février 1986 dans le domicile des Whalers de Hartford, le Hartford Civic Center. L'équipe représentant la Conférence Prince de Galles l'emporta en prolongation par la marque de 4 à 3 aux dépens de la Conférence Campbell. L'étoile de la rencontre fut le gardien Grant Fuhr des Oilers d'Edmonton qui bloqua tous les tirs dirigés contre lui.

## Effectif

### Conférence Prince de Galles
- Entraîneur-chef : Mike Keenan ; Flyers de Philadelphie.
- Capitaine d'honneur : Gordie Howe.

Gardiens de buts
- 33 Mario Gosselin ; Nordiques de Québec.
- 35 Bob Froese ; Flyers de Philadelphie.

Défenseurs :
- 02 Mark Howe ; Flyers de Philadelphie.
- 05 Rod Langway ; Capitals de Washington.
- 06 Mike Ramsey ; Sabres de Buffalo.
- 07 Raymond Bourque ; Bruins de Boston.
- 19 Larry Robinson ; Canadiens de Montréal.  Capitaine
- 29 Reijo Ruotsalainen ; Rangers de New York.

Attaquants :
- 09 Kirk Muller, C ; Devils du New Jersey.
- 11 Mike Gartner, AD ; Capitals de Washington.
- 12 Tim Kerr, C ; Flyers de Philadelphie.
- 15 Sylvain Turgeon, AG ; Whalers de Hartford.
- 16 Michel Goulet, AG ; Nordiques de Québec.
- 20 Dave Poulin, C ; Flyers de Philadelphie.
- 22 Mike Bossy, AD ; Islanders de New York.
- 25 Peter Šťastný, C ; Nordiques de Québec.
- 26 Brian Propp, AG ; Flyers de Philadelphie.
- 27 Mats Näslund, AG ; Canadiens de Montréal.
- 61 Bryan Trottier, C ; Islanders de New York.
- 66 Mario Lemieux, C ; Penguins de Pittsburgh.

### Conférence Campbell
- Entraîneur-chef : Glen Sather ; Oilers d'Edmonton.
- Capitaine d'honneur : Phil Esposito.

Gardiens de buts :
- 31 Grant Fuhr ; Oilers d'Edmonton.
- 35 Andy Moog ; Oilers d'Edmonton.

Défenseurs :
- 02 Lee Fogolin ; Oilers d'Edmonton.
- 04 Kevin Lowe ; Oilers d'Edmonton.
- 05 Rob Ramage ; Blues de Saint-Louis.
- 07 Paul Coffey ; Oilers d'Edmonton.
- 21 Gary Suter ; Flames de Calgary.
- 24 Doug Wilson ; Blackhawks de Chicago.

Attaquants
- 09 Glenn Anderson, AG ; Oilers d'Edmonton.
- 10 Dale Hawerchuk, C ; Jets de Winnipeg.
- 11 Mark Messier, AG ; Oilers d'Edmonton.
- 12 Neal Broten, C ; North Stars du Minnesota.
- 14 Tony Tanti, AD ; Canucks de Vancouver.
- 15 Wendel Clark, AG ; Maple Leafs de Toronto.
- 17 Jari Kurri, AD ; Oilers d'Edmonton.
- 18 Dave Taylor, AD ; Kings de Los Angeles.
- 19 Denis Savard, C ; Blackhawks de Chicago.
- 20 Mark Hunter, AD ; Blues de Saint-Louis.
- 25 John Ogrodnick, AG ; Red Wings de Détroit.
- 99 Wayne Gretzky, C ; Oilers d'Edmonton.  Capitaine

## Feuille de match
| No | Score            | Équipe           | Buteur (Passeur(s))          | Temps            |                  |
| Première période | Première période | Première période | Première période             | Première période | Première période |
| --- | ---------------- | ---------------- | ---------------------------- | ---------------- | ---------------- |
| Aucun but |                  |                  |                              |                  |                  |
| Pénalité : Suter (Camp.) retenu 8:51 ; Gartner (Gal.) trébuché 12:55                                                                    |                  |                  |                              |                  |                  |
| Deuxième période |                  |                  |                              |                  |                  |
| 1 | 0-1              | Campbell         | Tanti                        | 7:56             |                  |
| 2 | 1-1              | Prince de Galles | Propp (Näslund - Bourque)    | 17:56            |                  |
| Pénalité : Aucune |                  |                  |                              |                  |                  |
| Troisième période |                  |                  |                              |                  |                  |
| 3 | 2-1              | Prince de Galles | Šťastný (Robinson - Turgeon) | 4:45             |                  |
| 4 | 2-2              | Campbell         | Gretzky (Coffey - Savard)    | 17:09            |                  |
| 5 | 3-2              | Prince de Galles | Propp (Robinson)             | 17:38 AN         |                  |
| 6 | 3-3              | Campbell         | Hawerchuk (Savard - Coffey)  | 12:18 AN         |                  |
| Pénalité : Lowe (Camp.) bâton élevé 6:14 ; Turgeon (Gal.) accroché 15:22 ; Messier (Camp.) retenu 16:31 ; Gartner (Gal.) accroché 18:45 |                  |                  |                              |                  |                  |
| Prolongation |                  |                  |                              |                  |                  |
| 7 | 4-3              | Prince de Galles | Trottier (Bossy)             | 3:05             |                  |
| Pénalité : Aucune |                  |                  |                              |                  |                  |

Gardiens :
- Prince de Galles  : Gosselin (31:03), Froese (32:02, est entré à 11:03 de la 2e période).
- Campbell : Fuhr (31:03), Moog (31:46, est entré à 11:03 de la 2e période).

Tirs au but :
- Prince de Galles (35) 08 - 15 - 09 - 03
- Campbell (29) 06 - 11 - 10 - 02

Arbitres : Ron Wicks
Juges de ligne : John D'Amico, Gord Broseker